# Meyrickella
Meyrickella là một chi bướm đêm thuộc họ Erebidae.

## Các loài
- Meyrickella ruptellus Walker, 1863
- Meyrickella torquesauria Lucas, 1892